# Modou Lamin Badjie (Beamter)
Modou Lamin Badjie (* 20. Jahrhundert) ist Beamter im westafrikanischen Staat Gambia. Er war von August 2008 bis August 2009 Generaldirektor des gambischen Nachrichtendienst, dem National Intelligence Agency (NIA).

## Leben
Badjie diente mehrere Jahre in der Gambia Armed Forces und erreichte den Rang eines Major.
Als Nachfolger von Benedict Jammeh wurde er im August 2008 zum Generaldirektor der NIA ernannt. Mit Wirkung zum 10. August 2009 wurde Numo Kujabi als Nachfolger von Badjie ernannt. Im November 2009 wurde Badjie zum Verhör vorgeladen und dann im Zentralgefängnis Mile 2 inhaftiert worden. Die Medien spekulierten, es handelte sich um Ermittlungen mit dem Hintergrund von Gerüchten um einen Putschversuch gegen die Regierung Yahya Jammeh.